# Републикански път III-5402
Републикански път IIІ-5402 е третокласен път, част от Републиканската пътна мрежа на България, преминаващ изцяло по територията на Русенска област. Дължината му е 15,6 km.
Пътят се отклонява надясно при 8,2 km на Републикански път II-54 в центъра на село Ценово, пресича река Янтра и се насочва на изток-североизток през най-западната част на Източната Дунавска равнина. След като премине през южната част на село Обретеник на 1 km югоизточно от него се свързва с Републикански път I-5 при неговия 34,4 km.
| Пътища, отклоняващи се надясно (населено място, № на пътя, посока на пътя) | km   | Пътища, отклоняващи се наляво (посока на пътя, № на пътя, населено място) |
| -------------------------------------------------------------------------- | ---- | ------------------------------------------------------------------------- |
| Община Ценово, II-54, 8,2 km, с. Ценово →                                  | 0,0  | → с. Ценово 8,2 km, II-54, Община Ценово                                  |
|                                                                            | 2,3  | → общински път (за с. Белцов)                                             |
| Община Борово                                                              | 7,3  | Община Борово                                                             |
| с. Обретеник                                                               | 14,5 | → с. Обретеник, общински път (за селата Екзарх Йосиф и Горно Абланово)    |
| (до ГКПП Маказа - Нимфея) I-5, 34,4 km ←                                   | 15,6 | ← 34,4 km, I-5 (от гр. Русе)                                              |